# PolicyKit

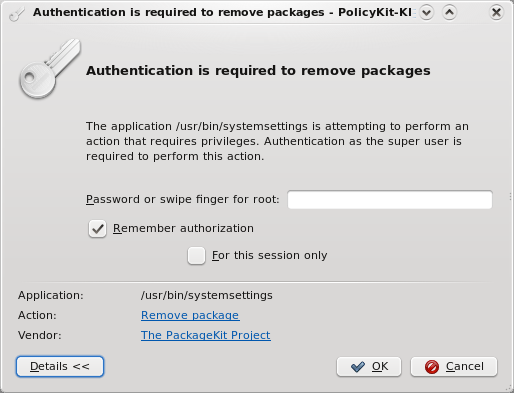
PolicyKit-KDE, il front-end basato su KDE

PolicyKit è un componente del sistema operativo che controlla i vasti sistemi di privilegi nei sistemi Unix-like. Fornisce un modo organizzato per i processi non privilegiati per comunicare con quelli privilegiati. In contrasto al sistema sudo, PolicyKit non fornisce i permessi di root all'intero processo, ma consente invece un livello di controllo più accurato della politica di sistema centralizzato. Viene sviluppato dal progetto freedesktop.org.
Fedora è stata la prima distribuzione ad includere PolicyKit e da allora è stato utilizzato in varie altre distribuzioni tra cui Ubuntu 8.04 e openSUSE a partire dalla versione 10.3.
È anche possibile utilizzare PolicyKit per eseguire programmi con privilegi elevati ricorrendo all'utility da riga di comando pkexec seguito dal comando che deve essere eseguito con i permessi di root.